# Mauth
Mauth é um município da Alemanha, no distrito de Freyung-Grafenau, região administrativa de Niederbayern, no estado da Baviera.